# Vicolo (album)
Vicolo è il primo album degli Esagono, pubblicato dalla Mu Records nel 1976.

## Tracce
Lato A
1. Vicolo – 4:00 (Marco Gallesi, Claudio Montafia)
2. Serpente piumato – 4:35 (Marco Cimino)
3. Niño – 4:10 (Giorgio Diaferia)
4. Diatomea – 4:48 (Marco Cimino)

Durata totale: 17:33
Lato B
1. Maja – 4:13 (Marco Cimino)
2. Araba fenice – 8:24 (Marco Gallesi, Marco Cimino)
3. Arena – 5:45 (Giorgio Diaferia)

Durata totale: 18:22
Edizione CD del 2001, pubblicato dalla Electromantic Music (ARTS9011)
1. Five to Four – 4:37 (M. Cimino) – Bonus Track
2. Serpente Piumato – 4:37 (M. Cimino)
3. Dedalo e Icaro – 5:32 (M. Cimino) – Bonus Track
4. Diatomea – 5:40 (M. Cimino)
5. Arena – 5:45 (G. Diaferia)
6. Araba fenice – 8:24 (M. Gallesi, M. Cimino)
7. Maja – 4:13 (M. Cimino)
8. Niño – 4:15 (G. Diaferia)
9. Vicolo – 4:06 (M. Gallesi, C. Montafia)
10. Anaconda (M. Cimino)

Durata totale: 47:09
- Il brano Anaconda compare solo nella lista dei brani delle note interne del CD, mentre nella lista del retrocopertina è assente.

## Musicisti
Vicolo
- Claudio Montafia - chitarra
- Aldo Rindone - pianoforte elettrico, minimoog
- Marco Cimino - violoncello
- Marco Gallesi - basso
- Arturo Vitale - sassofono soprano
- Giorgio Diaferia - batteria

Serpente piumato
- Arturo Vitale - sassofono tenore, sassofono soprano, vibrafono
- Marco Cimino - pianoforte, sintetizzatore (ARP 2600)
- Marco Gallesi - basso fretless
- Giorgio Diaferia - batteria
- Marco Astarita - percussioni

Niño
- Aldo Rindone - pianoforte, moog
- Marco Cimino - flauto
- Marco Gallesi - basso fretless
- Giorgio Diaferia - batteria, percussioni
- Marco Astarita - percussioni

Diatomea
- Aldo Rindone - pianoforte
- Claudio Montafia - flauto
- Gianni Cinti - sassofono soprano
- Marco Gallesi - basso
- Giorgio Diaferia - batteria
- Marco Cimino - direzione e composizione parti sezione strumenti ad arco
- Quartetto di Giulio Arpinati - sezione strumento ad arco

Maja
- Marco Cimino - pianoforte, sintetizzatore (ARP 2600), voce
- Arturo Vitale - sassofono soprano
- Marco Gallesi - basso
- Giorgio Diaferia - batteria
- Marco Astarita - percussioni

Araba fenice
- Gigi Venegoni - chitarre
- Aldo Rindone - minimoog
- Marco Cimino - pianoforte
- Claudio Montafia - flauto
- Arturo Vitale - sassofono soprano
- Marco Gallesi - basso
- Giorgio Diaferia - batteria
- Marco Astarita - percussioni

Arena
- Aldo Rindone - pianoforte, minimoog
- Marco Cimino - flauto
- Claudio Montafia - faluto (solista)
- Marco Gallesi - basso
- Giorgio Diaferia - batteria
- Marco Astarita - percussioni

Five to Four
- Claudio Montafia - clavinet, pianoforte acustico, flauto
- Gianni Cinti - sassofono soprano
- Marco Gallesi - basso elettrico
- Giorgio Diaferia - batteria

Dedalo e Icaro
- Claudio Montafia - chitarra elettrica
- Arturo Vitale - sassofono soprano
- Giovanni Vigliar - violino
- Marco Cimino - violoncello
- Aldo Rindone - pianoforte (fender rodhes)
- Marco Gallesi - basso elettrico
- Giorgio Diaferia - batteria

Anaconda
- Claudio Montafia - chitarra elettrica
- Gianni Cinti - sassofono soprano
- Marco Cimino - violoncello
- Aldo Rindone - pianoforte (fender rhodes), sintetizzatore (ARP 2600)
- Marco Gallesi - basso
- Giorgio Diaferia - batteria[1]